# Natività con angeli
La Natività con angeli è un dipinto a olio su tavola (59x34 cm) del Parmigianino, databile al 1525 circa e conservato nella Galleria Doria-Pamphili a Roma. Per forma e dimensioni l'opera è ritenuta un dittico con la Madonna Doria, nello stesso museo. 

## Storia e descrizione
L'opera è nota dalla descrizione del Tonci della Galleria Doria del 1794, ed è forse quella ricordata da Vasari come "Madonna col Cristo, elcuni angoletti, ed un san Giuseppe", eseguita a Roma per Luigi Gaddi. Tale menzione, coi raffronti stilistici, fa collocare il lavoro ai primi anni del soggiorno romano dell'artista. 
La capanna della natività è pensata come una volta aperta, sotto la quale Maria abbraccia teneramente il figlio all'ombra di Giuseppe che, con le gambe accavallate, lo adora piegandosi in avanti. Lo sguardo del santo è però attratto da un fanciullo (un pastore o un angelo senza ali), che leva le braccia in segno di sorpresa, rivolgendole a un angioletto che vola più in alto, tra un nastro svolazzante. Chiudono la rappresentazione due anziani sullo sfondo che conversano tra di loro. 
La pittura morbida e sfumata, con impasti di colore densi, e l'orchestrazione complessa di gesti e sguardi ricordano il Correggio, la cui influenza è ben evidente in altre opere della fase giovanile, come gli affreschi di Fontanellato e la Santa con due angeli dello Städel. 

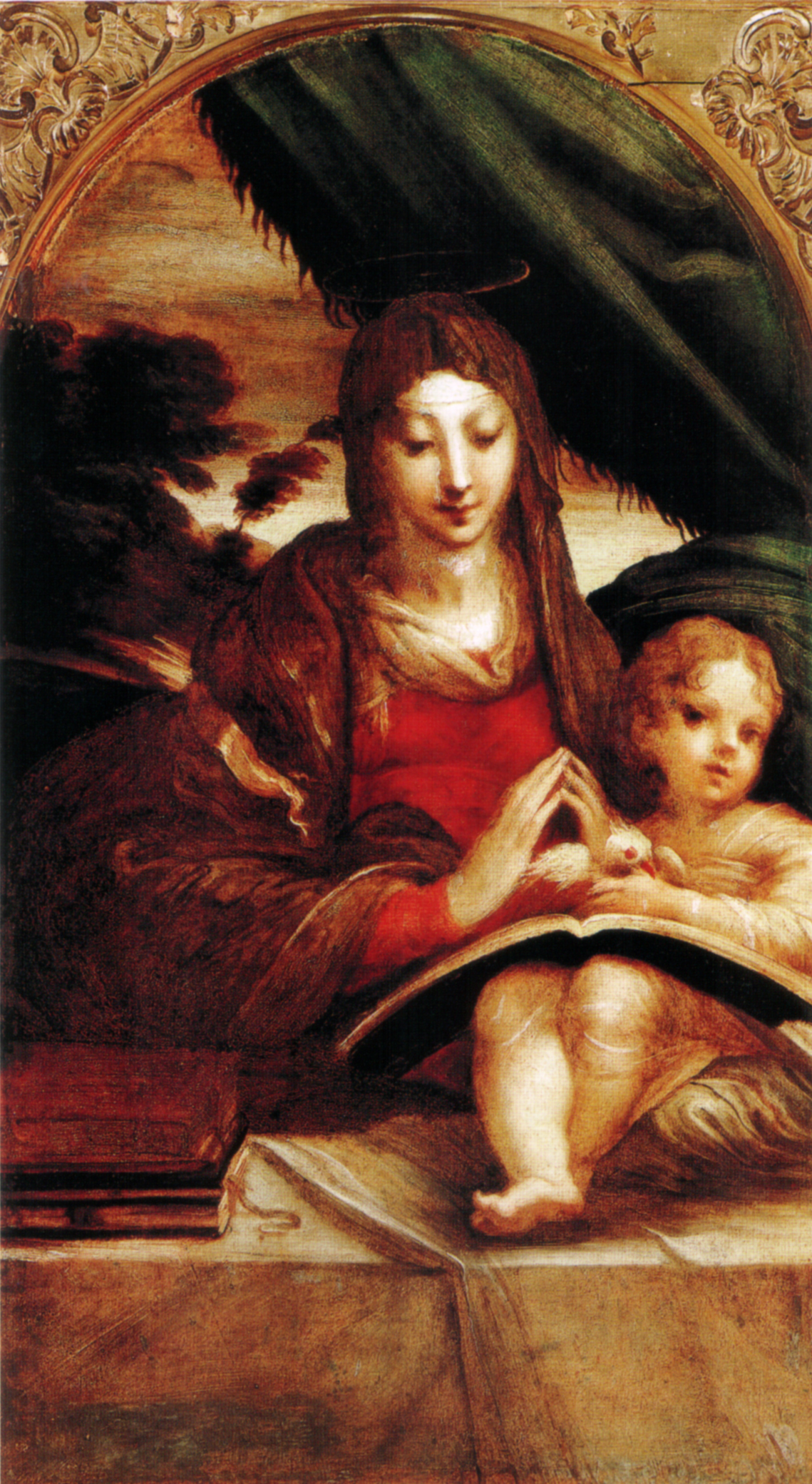
Madonna Doria